# 이치노미야역 (가가와현)
이치노미야역(일본어: 一宮駅)은 일본 가가와현 다카마쓰시에 위치한 다카마쓰코토히라 전기철도 고토히라 선의 철도역이다. 섬식 승강장 2면 3선의 구조를 갖춘 지상역이며, IruCa 취급 및 정기 발권 창구가 역 구내에 있다. 그리고 역 구내에 신호 취급 설비가 설치되어 있다.

## 타는 곳
| 1 | ■ 고토히라 선 | 상행 | 가와라마치 · 다카마쓰칫코 방면   |        |
| 2 | ■ 고토히라 선 | 하행 | 다키노미야 · 고토덴코토히라 방면 |        |
| 3 | ■ 고토히라 선 | 상행 | 가와라마치 · 다카마쓰칫코 방면   | 환승만 |

## 이용 현황
| 승차 인원 추이 | 승차 인원 추이 |
| 연도           | 1일 평균       |
| -------------- | -------------- |
| 2011           | 1,606          |
| 2012           | 1,616          |
| 2013           | 1,594          |
| 2014           | 1,573          |
| 2015           | 1,677          |

## 역 주변
- 다무라 신사
- 가가와 현립 다카마쓰미나미 고등학교

## 인접 역
| 다카마쓰코토히라 전기철도 고토히라 선 | 다카마쓰코토히라 전기철도 고토히라 선 | 다카마쓰코토히라 전기철도 고토히라 선 |
| ------------------------------------- | ------------------------------------- | ------------------------------------- |
| K 07 구코도리 다카마쓰칫코 방면       | ■ 고토히라 선                         | 엔자 K 09 고토덴코토히라 방면         |